# Stazione di Serravalle Sesia
La stazione di Serravalle Sesia  era una stazione ferroviaria della linea Grignasco-Coggiola.

## Storia
Serravalle Sesia  venne raggiunta dalla ferrovia nel 1908 e la stazione venne inaugurata in concomitanza all'attivazione della ferrovia il 10 maggio dello stesso anno.
Il 9 febbraio 1935 venne dismessa a causa della chiusura della linea.
In seguito il fabbricato viaggiatori venne trasformato in abitazione privata.

## Strutture e impianti
La stazione disponeva di due binari serviti da due banchine, una posta innanzi il fabbricato viaggiatori, l’altra a isola tra i due binari.
La stazione era dotata di un fabbricato viaggiatori a pianta rettangolare sviluppato su due piani. Accanto ad esso era posto un edificio di piccole dimensioni, sviluppato su un solo piano, che ospitava i servizi igienici.
Lato Grignasco la stazione disponeva di un raccordo con la locale Cartiera; quest'ultimo restò attivo anche dopo la chiusura della linea al traffico, fino al 1968.

## Movimento
Il servizio viaggiatori era effettuato dalla società “Ferrovia della Val Sessera” (FVS).

## Interscambi
Fino al 1933 era presente un interscambio con la tranvia Vercelli-Aranco.